# Onthophagus binodis
Onthophagus binodis är en skalbaggsart som beskrevs av Carl Peter Thunberg 1818. Onthophagus binodis ingår i släktet Onthophagus och familjen bladhorningar. Inga underarter finns listade i Catalogue of Life.